# Курганная (станция)
Курга́нная — узловая железнодорожная станция Туапсинского региона Северо-Кавказской железной дороги, находящаяся в городе Курганинске Краснодарского края.

## Сообщение по станции
По состоянию на август 2015 года по станции курсируют следующие поезда пригородного сообщения:
| Пригородное | Пригородное             | Пригородное | Пригородное             |
| № поезда    | Маршрут движения        | № поезда    | Маршрут движения        |
| ----------- | ----------------------- | ----------- | ----------------------- |
| 6963        | Армавир — Белореченская | 6962        | Белореченская — Армавир |
| 6965        | Армавир — Белореченская | 6964        | Белореченская — Армавир |

### Дальнее
По графика 2024/2027 годов по станции курсируют следующие поезда дальнего следования:
| Круглогодичное обращение поездов | Круглогодичное обращение поездов | Круглогодичное обращение поездов | Круглогодичное обращение поездов |
| № поезда                         | Маршрут движения                 | № поезда                         | Маршрут движения                 |
| -------------------------------- | -------------------------------- | -------------------------------- | -------------------------------- |
| 79                               | Архангельск — Адлер              | 80                               | Адлер — Архангельск              |
| 115                              | Томск — Адлер                    | 116                              | Адлер — Томск                    |
| 139                              | Барнаул — Адлер                  | 140                              | Адлер — Барнаул                  |
| 309                              | Воркута — Адлер                  | 310                              | Адлер — Воркута                  |
| 407                              | Челябинск — Адлер                | 408                              | Адлер — Челябинск                |
| 643                              | Кисловодск — Адлер               | 644                              | Адлер — Кисловодск               |
| 679                              | Владикавказ — Адлер              | 680                              | Адлер — Владикавказ              |

| Сезонное обращение поездов | Сезонное обращение поездов         | Сезонное обращение поездов | Сезонное обращение поездов         |
| № поезда                   | Маршрут движения                   | № поезда                   | Маршрут движения                   |
| -------------------------- | ---------------------------------- | -------------------------- | ---------------------------------- |
| 225                        | Мурманск — Адлер                   | 226                        | Адлер — Мурманск                   |
| 233                        | Екатеринбург — Имеретинский курорт | 234                        | Имеретинский курорт — Екатеринбург |
| 257                        | Печора — Адлер                     | 258                        | Адлер — Печора                     |
| 261                        | Архангельск — Адлер                | 262                        | Адлер — Архангельск                |
| 451                        | Ижевск — Адлер                     | 452                        | Адлер — Ижевск                     |
| 479                        | Санкт-Петербург — Сухум            | 480                        | Сухум — Санкт-Петербург            |
| 487                        | Самара — Сухум                     | 488                        | Сухум — Самара                     |
| 491                        | Казань — Адлер                     | 492                        | Адлер — Казань                     |
| 495                        | Кострома — Адлер                   | 496                        | Адлер — Кострома                   |
| 497                        | Ижевск — Адлер                     | 498                        | Адлер — Ижевск                     |
| 531                        | Киров — Адлер                      | 532                        | Адлер — Киров                      |
| 541                        | Москва — Адлер                     | 542                        | Адлер — Москва                     |
| 547                        | Москва — Сухум                     | 548                        | Сухум — Москва                     |
| 549                        | Тольятти — Адлер                   | 550                        | Адлер — Тольятти                   |
| 587                        | Москва — Имеретинский курорт       | 588                        | Имеретинский курорт — Москва       |
| 637                        | Ростов-на-Дону — Адлер             | 638                        | Адлер — Ростов-на-Дону             |